# Tumtum

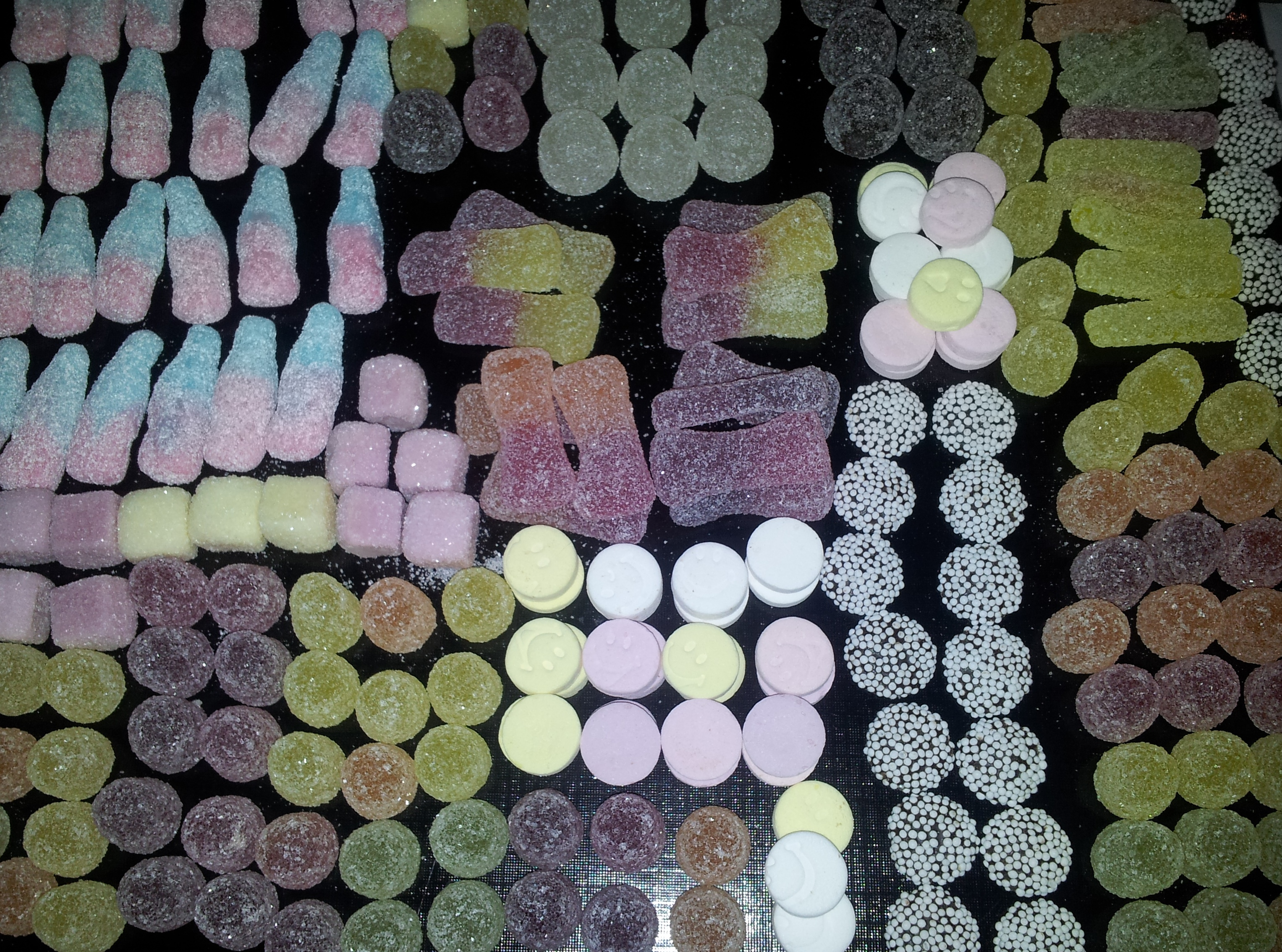
zakje tumtum gesorteerd op inhoud

Tumtum (ook: tumtummetjes) is een soort snoepgoed dat bedacht is in de Lemco-fabriek. Het bestaat uit een mengsel van kleine pepermuntjes, chocoladeflikjes en gumballetjes.
De pepermuntjes hebben vaak verschillende kleuren. De chocoladeflikjes zijn vaak versierd met musket. De gumballetjes worden van gelatine gemaakt, waaraan dan een fruitig smaakje is toegevoegd. Aan de buitenkant zijn deze van suikerkorrels voorzien. Meestal hebben ze een halve bolvorm.